# Hiram Bingham III
Pour les articles homonymes, voir Bingham.
Hiram Bingham, né le 19 novembre 1875 à Honolulu (Hawaï) et mort le 6 juin 1956 à Washington, est un explorateur et homme politique américain. Il est connu pour sa découverte le 24 juillet 1911 du Machu Picchu sur un pic rocheux du Pérou. Bien qu’il soit considéré comme un archéologue, il préféra toujours le terme d'explorateur, insistant pour être présenté ainsi dans les Who's Who de son époque.

## Biographie
Né à Honolulu (Hawaii), Hiram Bingham est fils et petit-fils de missionnaires protestants du royaume de Hawaï. Alors adolescent, il s'établit aux États-Unis afin d'y poursuivre ses études. Il obtient un diplôme de l'université Yale en 1898, un de l'université de Californie à Berkeley en 1900 et un de l'université Harvard en 1905. Il travaille ensuite comme professeur d'histoire et de science politique à l'université Harvard, puis à l'université de Princeton.

### Carrière militaire
Durant la Première Guerre mondiale, il sert dans l'aviation de la US Army, commandant du 3e Centre d'instruction (Third Aviation Camp) à Issoudun.

### Explorateur
Il devient explorateur pendant son professorat à Princeton. En 1909, il se rend au Pérou et y découvre la culture inca. Lors d'une mission en 1911, il est généralement considéré comme le découvreur de la cité inca de Machu Picchu dans les Andes péruviennes, même si Agustín Lizárraga l’avait déjà exploré en 1902. Il met au jour des centaines de tombes, exhume des jarres, des plats et des bijoux. Il parvient à cartographier la région du Machu Picchu et à découvrir les principales voies d'accès au site, ainsi que de nouvelles ruines. Sa découverte fut d’autant plus retentissante qu’elle parut dans le magazine National Geographic d'avril 1913,.

### Politique
En 1924, il devient gouverneur, puis sénateur républicain du Connecticut. Il perd son siège en 1932.

## Héritage
Il publie en 1948 Lost City of The Incas, un ouvrage racontant sa découverte. Il inspira en partie George Lucas pour créer le personnage d'Indiana Jones.

## Œuvres
- (en) The Journal of an expedition across Venezuela and Colombia (1906-1907). An exploration of the route of Bolivar's celebrated march of 1819 and of the battle-fields of Boyacá and Carabobo, Yale publishing association, New Haven (Connecticut), 1909, VIII-287 p.
- (en) The Monroe doctrine, an obsolete shibboleth, Yale University press, New Haven (Connecticut), 1913, IX-154 p. – Ex-libris de l’American Chamber of commerce in Paris.
- (en) : An Explorer in the air service, Yale University press, New Haven (Connecticut), 1920, XIV-260 p.
- (en) Lost city of the Incas, the story of Machu Picchu and its builders, Duell, Sloan and Pearce, New York, 1948, XVIII-263 p.. Éditions françaises :
  - La Fabuleuse découverte de la cité perdue des Incas : la découverte de Machu Picchu (traduit de l'américain et annoté par Philippe Babo, avec une préface de Danièle Lavallée), éditions Pygmalion, coll. « Les Grandes aventures de l'archéologie », Paris, 1989, 315 p.  (ISBN 2-85704-308-2). – réédition : éditions Pygmalion, [sans titre de collection], Paris, 2008, 315 p.  (ISBN 978-2-7564-0216-1).